# American Recordings
American Recordings — це розміщений в Лос-Анджелесі лейбл звукозапису очолюваний продюсером Ріком Рубіном. До найуспішніших музикантів лейблу належать Slayer, The Black Crowes, Danzig, Johnny Cash, and System of a Down.
Лейбл був заснований в 1988 як Def American після того як Рік Рубін покинув Def Jam Recordings.
Розповсюдження записів здійснюється лейблом звукозапису Sony/Columbia.